# مدوی، نیومکزیکو
مدوی (به انگلیسی: Midway) یک منطقهٔ مسکونی در ایالات متحده آمریکا است که در نیومکزیکو واقع شده‌است. مدوی ۶٫۴ کیلومتر مربع مساحت و ۹۷۱ نفر جمعیت دارد و ۱٬۰۸۹٫۰۶ متر بالاتر از سطح دریا واقع شده‌است.